# Чорнухинський район
Чорну́хинський райо́н (Чорнýхинщина) — адміністративно-територіальна одиниця у Полтавській області України з адміністративним центром у смт Чорнухах. Площа району — 682 км², населення — 12 988 осіб. Ліквідований 17 липня 2020 року постановою Верховної Ради України. Територія району включена до складу Лубенського району.

## Географія
Чорнухинський район розташований у межах Придніпровської низовини, лісостеповій зоні. Загальна площа району 68178 га.
Поверхня району злегка горбиста, порізана численними долинами, балками та ярами. З корисних копалин зустрічаються торф, природний газ, буре вугілля, глина, пісок, мінеральна вода. Нині у районі використовуються будівельні корисні копалини.

### Природно-заповідний фонд
- Ландшафтний заказник загальнодержавного значення «Червонобережжя»;
- ландшафтний заказник місцевого значення «Монастирище»;
- ландшафтний заказник місцевого значення «Балка Мангаревщина»;
- ботанічний заказник місцевого значення «Харсіцька Полона»;
- гідрологічний заказник місцевого значення «Заплава р. Многа»;
- гідрологічний заказник місцевого значення «Піско-Удайський»;
- ботанічна пам'ятка природи місцевого значення «Скибинські дуби»;
- ботанічна пам'ятка природи місцевого значення «Хейлівщинський дуб»;
- заповідне урочище місцевого значення «Липова дача».

## Історія
Утворено район 1923 року.
Під час Другої світової війни із вересня 1941 по вересень 1943 року район був окупований німецькими військами.
17 липня 2020 року район ліквідовано.

### Голодомор на Чорнухинщині у 1930—1932рр.
На Чорнухинщині  Харківської області (наразі Полтавська обл.) на 1929 рік місцевими комуно-більшовицькими органами влади було заплановано до розкуркулювання 94 господарства. Станом на 1 січня 1931 р. у політико-економічній характеристиці району зазначалось: «Если по формальным признакам… кулацкая группа незначительная, то по настроению она даёт себя сильно чувствовать в таких сёлах: Ковали, Чернухи, Куринька, Белоусовка, Богодаровка, Хейловщина, Сухоносовка, Бубны…»
Аналіз показує, що Чорнухивщина у 1930—1932 рр. особливо постаждала, як один з центрів спротиву комунізації українського села, запровадження колгоспів

## Адміністративний поділ
У районі 42 населених пункти (1 селище міського типу i 41 село), підпорядкованих 1 селищній i 12 сільським радам.

## Економіка
В економіці району провідне місце займає сільське господарство, яке спеціалізується на виробництві зерна, цукрових буряків, соняшнику, молока, м'яса. Основними виробниками сільськогосподарської продукції є 15 сільськогосподарських товариств з обмеженою відповідальністю і 3 приватні сільськогосподарські підприємства, ВАТ «Чорнухиптиця» та 10 фермерських господарств. Найбільші серед них сільськогосподарські товариства з обмеженою відповідальністю «Темп», «Агрофірма ім. Суворова», «Перемога», «Селянська спілка ім. Шевченка», фермерське господарство «Обереги».

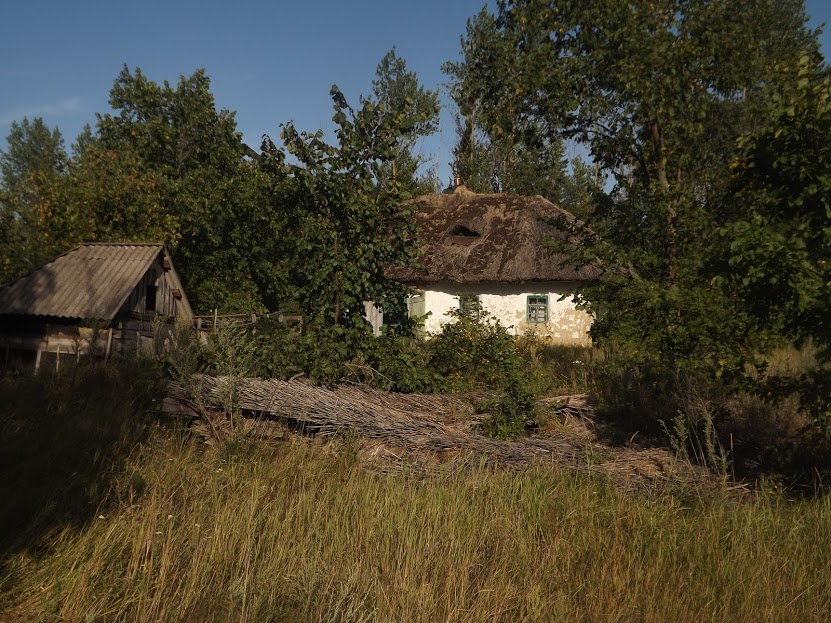
Покинутий двір у селі Постав-Мука

## Населення
Розподіл населення за віком та статтю (2001):
| Стать | Всього | До 15 років | 15-24 | 25-44 | 45-64 | 65-85 | Понад 85 |
| --- | ------ | ----------- | ----- | ----- | ----- | ----- | -------- |
| Чоловіки | 7349   | 1405        | 876   | 2082  | 1844  | 1087  | 55       |
| Жінки | 8926   | 1267        | 846   | 2020  | 2059  | 2455  | 279      |
| \| Статево-вікова піраміда \| Статево-вікова піраміда \| Статево-вікова піраміда \| \| ----------------------- \| ----------------------- \| ----------------------- \| \| Чоловіки \| Вік \| Жінки \| \| 55 \| 85 + \| 279 \| \| 77 \| 80-84 \| 343 \| \| 256 \| 75-79 \| 747 \| \| 423 \| 70-74 \| 875 \| \| 331 \| 65-69 \| 490 \| \| 562 \| 60-64 \| 727 \| \| 291 \| 55-59 \| 357 \| \| 445 \| 50-54 \| 489 \| \| 546 \| 45-49 \| 486 \| \| 592 \| 40-44 \| 556 \| \| 562 \| 35-39 \| 514 \| \| 463 \| 30-34 \| 516 \| \| 465 \| 25-29 \| 434 \| \| 379 \| 20-24 \| 400 \| \| 497 \| 15-20 \| 446 \| \| 635 \| 10-14 \| 570 \| \| 457 \| 5-9 \| 386 \| \| 313 \| 0-4 \| 311 \| |        |             |       |       |       |       |          |
| Статево-вікова піраміда |        |             |       |       |       |       |          |
| Чоловіки | Вік    | Жінки       |       |       |       |       |          |
| 55 | 85 +   | 279         |       |       |       |       |          |
| 77 | 80-84  | 343         |       |       |       |       |          |
| 256 | 75-79  | 747         |       |       |       |       |          |
| 423 | 70-74  | 875         |       |       |       |       |          |
| 331 | 65-69  | 490         |       |       |       |       |          |
| 562 | 60-64  | 727         |       |       |       |       |          |
| 291 | 55-59  | 357         |       |       |       |       |          |
| 445 | 50-54  | 489         |       |       |       |       |          |
| 546 | 45-49  | 486         |       |       |       |       |          |
| 592 | 40-44  | 556         |       |       |       |       |          |
| 562 | 35-39  | 514         |       |       |       |       |          |
| 463 | 30-34  | 516         |       |       |       |       |          |
| 465 | 25-29  | 434         |       |       |       |       |          |
| 379 | 20-24  | 400         |       |       |       |       |          |
| 497 | 15-20  | 446         |       |       |       |       |          |
| 635 | 10-14  | 570         |       |       |       |       |          |
| 457 | 5-9    | 386         |       |       |       |       |          |
| 313 | 0-4    | 311         |       |       |       |       |          |

Національний склад населення за даними перепису 2001 року:
| Національність | Кількість осіб | Відсоток |
| -------------- | -------------- | -------- |
| українці       | 15895          | 97,67 %  |
| росіяни        | 295            | 1,81 %   |
| молдовани      | 29             | 0,18 %   |
| білоруси       | 21             | 0,13 %   |
| інші           | 35             | 0,22 %   |

Мовний склад населення за даними перепису 2001 року:
| Мова       | Кількість осіб | Відсоток |
| ---------- | -------------- | -------- |
| українська | 15937          | 97,92 %  |
| російська  | 303            | 1,86 %   |
| молдовська | 14             | 0,09 %   |
| інші       | 21             | 0,13 %   |

## Політика

### Влада
Голови РДА
- Ковган Олег Володимирович

Голови ради:
- Кривчун Надія Олексіївна

### Результати вибори
25 травня 2014 року відбулися Президентські вибори України. У межах Чорнухинського району було створено 20 виборчих дільниць. Явка на виборах складала — 68,67 % (проголосували 7 018 із 10 220 виборців). Найбільшу кількість голосів отримав Петро Порошенко — 47,75 % (3 351 виборців); Юлія Тимошенко — 21,36 % (1 499 виборців), Олег Ляшко — 13,92 % (977 виборців), Анатолій Гриценко — 4,72 % (331 виборців). Решта кандидатів набрали меншу кількість голосів. Кількість недійсних або зіпсованих бюлетенів — 0,88 %.

## Соціальна сфера

Сільський клуб у Городищі

У районі налічується 10 загальноосвітніх шкіл, районна лікарня, районна поліклініка, 19 фельдшерсько-акушерських пунктів, 3 лікарські амбулаторії.
Про культурно-освітній рівень жителів району дбають 11 сільських будинків культури, 14 сільських клубів, кіноконцертний зал (відкритий у 2006 р. на базі колишнього кінотеатру), центральна районна бібліотека для дорослих ім. Г. С. Сковороди, районна бібліотека для дітей, 20 сільських бібліотек-філій та дитяча музична школа. Скарбницями пам'яток історії та культури краю є Чорнухинський літературно-меморіальний музей Г. С. Сковороди та 4 сільських громадських музеї. Районний Будинок культури знищено внаслідок пожежі.
З 6 січня 1932 р. видається районна газета «Нова праця» (періодичність виходу — двічі на тиждень).

## Інфраструктура
Працює Чорнухинське територіально-відокремлене безбалансове відділення Полтавської дирекції банку «Полтавабанк», Чорнухинська філія Лубенського державного Ощадного банку України № 146/053, Чорнухинська філія ЗАТ «Приватбанк», працюють 3 банкомати.

## Релігія
У районі налічується 9 релігійних громад, діє 4 українські православні церкви та чотири молитовних будинки. В Чорнухах діє СвятоПокровська церква УПЦ МП.

## Пам'ятки
- Пам'ятки монументального мистецтва Чорнухинського району
- Пам'ятки історії Чорнухинського району

## Персоналії
Уродженцями Чорнухинщини є:
- Г. С. Сковорода — філософ, поет
- Теличенко Валентина Василівна — юрист
- Шаховський Семен Михайлович (с. Синяківщина), літературознавець
- Крячко Іван Павлович (с. Голотівщина) — відомий український астроном і популяризатор астрономії, завідувач Головної астрономічної обсерваторії НАН України, автор підручників з астрономії
- П. А. Борсук (с. Харсіки), вчений
- Г. М. Захарченко (с. Бондарі), вчений
- Я. Л. Яценко (с. Мокіївка), вчений
- І. Я. Бибик (с. Городище), вчений
- Д. В. Чепур (с. Городище), вчений
- Г. Д. Саливон (с. Мелехи), літературознавець
- Скаржинська Катерина Миколаївна (с. Постав-Мука), меценат
- Альбиковський Микола Клеофасійович (с. Гільці), драматург, актор, театральний діяч
- Маркевич Григорій Іпатійович (с. Вороньки), фольклорист і книговидавець
- Д. Р. Шупта (с. Курінька), поет, хірург
- В. І. Розсохань (с. Вороньки), поет
- М. Г. Карпенко, літературознавець, філософ. Див. також: Знамениті земляки Чорнух
- Магадин Трихон — кобзар